# Рунди (язык)
Рунди (кирунди) — язык народа рунди, один из языков банту, на котором говорит 6 миллионов человек в Бурунди и прилегающих районах Танзании и Конго, а также в Уганде.
Жители Руанды и Бурунди принадлежат к трём различным этническим группам: хуту, тутси и тва (пигмейский народ). 84 % говорящих принадлежат к племени хуту, 15 % — тутси и 1 % — тва.

## Письменность
Письменность — на основе латинского алфавита.

## Википедия на языке рунди
Существует раздел Википедии на языке рунди («Википедия на языке рунди»). По состоянию на 5:15 (UTC) 21 марта 2025 года раздел содержит 702 статьи (общее число страниц — 2688); в нём зарегистрировано 10 628 участников, один из них имеет статус администратора; 15 участников совершили какие-либо действия за последние 30 дней; общее число правок за время существования раздела составляет 25 128.

## Классификация
Мальколлм Гасри включил рунди (вместе с руанда и ещё несколькими языками) в группу D60 зоны D, присвоив ему номер D62. Позднее на основе этой группы (как и ряда других из зон D и E) была сформирована зона J, отсутствовавшая у Гасри. Поэтому сейчас и по классификации SIL, и по классификации тервуренской школы язык рунди имеет номер J62.
Рунди очень близок к языку руанда, основному языку соседней Руанды, и языку гиха, распространённому в западной Танзании. Рунди и руанда взаимнопонимаемы.

## Лексика
| Примеры фраз                                                     | Примеры фраз                                   |
| ---------------------------------------------------------------- | ---------------------------------------------- |
| Ego                                                              | Да                                             |
| Oya                                                              | Нет                                            |
| Uravuga icongereza?                                              | Вы говорите по-английски?                      |
| Bite?                                                            | Что случилось?                                 |
| Mwaramutse                                                       | Здравствуй/привет                              |
| Ikirundi n’ikinyarwanda bisa nk’igi czek n’igi slovak            | Рунди и руанда близки, как чешский и словацкий |
| Amata                                                            | Молоко                                         |
| Ejo                                                              | Вчера                                          |
| Eejo*                                                            | Завтра                                         |
| Nzoza ejo/Nzoz’ejo                                               | Я приду завтра                                 |
| Ubu                                                              | Сейчас                                         |
| Faransa/Ubufaransa                                               | Франция                                        |
| Ngereza/Ubwongereza                                              | Англия                                         |
| Leta zunz’ubumwe z’Amerika                                       | Соединённые Штаты Америки                      |
| Ubudagi                                                          | Германия                                       |
| Ububirigi                                                        | Бельгия                                        |
| *eejo произносится так же как ejo, различаясь только в написании |                                                |